# Ingrid Eckerman
Ingrid Charlotta Eckerman, född Egerö den 20 februari 1942, är en svensk läkare engagerad dels i miljörörelsen, dels i flyktingrörelsen.

## Biografi
Ingrid Eckerman är dotter till civilingenjören Eric Egerö och gymnastikdirektören Rut Egerö, född Östby. Hon är syster till Torsten Egerö och Bertil Egerö.
Efter studentexamen 1962 vid Saltsjöbadens samskola studerade hon vid Karolinska institutet, där hon 1972 avlade medicine licentiatexamen och 1977 utexaminerades som specialistläkare med allmänläkarkompetens. Senare påbörjade hon studier vid Nordiska hälsovårdshögskolan där hon 2001 avlade examen Master of Public Health.
Under åren 1977–2008 var Ingrid Eckerman anställd av Stockholms läns landsting som distriktsläkare på vårdcentraler i Tyresö och Nacka. Från 1997 var hon även knuten till Folkhälsoenheten i Nacka och arbetade med bland annat med skaderegistrering, fysisk aktivitet på recept (FAR®) och patientinformation. Hon arbetade bland annat för att samtal om levnadsvanor skulle vara en naturlig del av patientsamtalet, och att journalsystemet på ett enkelt sätt skulle utnyttjas för uppföljning. Detta kom sedermera att, i utbyggd form, rekommenderas av Socialstyrelsen.
Åren 2012–2022 var Ingrid Eckerman chefredaktör för tidskriften AllmänMedicin.

## Miljöarbete
År 1992 gick Ingrid Eckerman med i den nybildade organisationen Svenska läkare för miljön, numera Läkare för Miljön, och hade i omgångar olika styrelseposter, bland annat som ordförande, fram till 2017. Här drev hon frågan om sjukvårdens, och speciellt läkemedlens, miljöpåverkan och skrev tillsammans med Jehns-Christian Martineus rapporten Läkemedel och miljö (1997). Hon var drivande i att förmå Läkare för miljöns internationella motsvarighet  International Society of Doctors for the Environment (ISDE) att påverka FN:s kemikalieorgan (SAICM) att 2015 anta "Environmental Pharmaceutical Pollutant Substances" som en viktig framtidsfråga (emerging issue).

Bhopal Sambhavna Trust, väggmålning som visar gaskatastrofen.

1994 deltog Eckerman i en internationell medicinsk kommission, IMCB, om långtidseffekterna av gaskatastrofen i den indiska staden Bhopal 1984. Hon engagerade sig sedan i uppbyggnaden av Sambhavna, en klinik där ayurvedisk medicin och västerländsk medicin för gasskadade bedrivs sida vid sida. År 2004 publicerades hennes bok The Bhopal Saga – causes and consequences of the world’s largest industrial disaster. Hon har också bidragit till två antologier med artiklar om Bhopalkatastrofen.

## Flyktingaktivism
2016 engagerade sig Ingrid Eckerman för de afghanska ensamkommande tonåringar som kommit till Sverige under den stora flyktingströmmen 2015. Hon startade då rörelsen Stoppa utvisningarna av afghanska ungdomar! (senare namnändrad till Stoppa utvisningarna till Afghanistan!) med en hemsida och en facebookgrupp som växte snabbt och i mars 2023 hade 25 700 medlemmar. År 2017 var hon en av initiativtagarna till Stöttepelaren – stödförening för ensamkommande barn och ungdomar.
Tillsammans med Karin Fridell Anter var hon huvudredaktör för antologin Den onödiga flyktingkrisen – rättssäkerheten, civilsamhället och flyktingarna 2015–2021.

## Utmärkelse
Som anställd i Stockholms läns landsting fick hon flera stipendier och utmärkelser.
Ingrid Eckerman fick Afrikagruppernas solidaritetspris 2021.